# چال‌برون
چال‌برون (به لاتین: Çalburun) یک منطقه مسکونی در جمهوری آذربایجان است که در شهرستان گدابیگ واقع شده است. چال‌برون ۱۸۰۰ نفر جمعیت دارد.